# جيورجيان بلافس (أونتاريو)
جيورجيان بلافس، أونتاريو (بالإنجليزية: Georgian Bluffs)‏ هي مدينة كندية تقع في مقاطعة أونتاريو. تبلغ مساحة هذه المدينة 603.5772 (كم²)، ويبلغ عدد سكانها 10506 نسمة حسب إحصاء سنة 2006 م، بينما كان يسكنها 10127 نسمة في سنة 2001 م. تحتل هذه المدينة المرتبة رقم 362 بين مدن كندا حسب عدد السكان والمرتبة رقم 139 في المقاطعة. نما عدد السكان في هذه المدينة بنسبة (3.7) بين العامين المذكورين.

## وصلات خارجية
- الأطلس الحكومي لكندا
- إحصاءات كندا مع ساعة تعداد السكان نسخة محفوظة 23 مارس 2008 على موقع واي باك مشين.